# Mychajło Kozanowycz
Mychajło Kozanowycz – ukraiński działacz społeczny, poseł do Sejmu Krajowego Galicji III kadencji (1870–1876), ksiądz greckokatolicki, proboszcz w Olszanicy.
Wybrany w IV kurii obwodu Stanisławów, z okręgu wyborczego nr 28 Stanisławów-Halicz.